# Schinziophyton rautanenii
Il mongongo (Schinziophyton rautanenii (Schinz) Radcl.-Sm., 1990) è un albero  della famiglia delle Euforbiacee. È l'unica specie del genere Schinziophyton.

## Descrizione
L'albero del mongongo è un albero infestante e raggiunge un'altezza di 15-20 metri. Il suo legno pallido e giallo è simile a quello di balsa sia per la sua leggerezza, sia per la sua robustezza.

### Foglie
Le foglie sono a forma di mano.

### Fiori
I suoi fiori giallognoli e sottili, compaiono in gruppi sulla pianta.

### Frutti
Conosciuta come  noce del mongongo o noce manketti, il frutto ha una forma ovale. Vellutato al tatto, matura e cade a terra nei mesi da marzo a maggio; il suo guscio ha delle piccole fossette e incavature e contiene un sottile strato commestibile e polposo attorno a un seme con delle proprietà altamente nutrienti.

## Distribuzione e habitat
L'albero del mongongo è molto comune nell'Africa meridionale. Il suo areale si estende dalla Namibia settentrionale, attraverso il Botswana, il sud-ovest dello Zambia e la parte occidentale dello Zimbabwe. Un'altra zona si trova nel Malawi orientale e un'altra ancora nel Mozambico orientale.
Lo si trova nelle colline ricoperte da foreste e tra le dune del deserto.

## Usi
Le noci dell'albero del mongongo sono così popolari, che in alcune zone sono state definite come dieta di base,
in particolare tra le popolazioni dei San del Botswana settentrionale e della Namibia.
Diverse prove archeologiche hanno dimostrato che le noci mongongo furono in uso tra le comunità San per più di 
7.000 anni. Il loro grande successo deriva dal fatto che hanno un buon sapore e che si mantengono commestibili per la 
maggior parte dell'anno.
La noce del mongongo viene infatti cotta a vapore prima di essere spellata per poi essere bollita fino alla 
separazione del sottile strato di polpa dal seme interno. La polpa viene mangiata e il seme viene messo da parte
per poi essere preparato arrosto. Alternativamente il seme all'interno del frutto viene prelevato dal
letame dell'elefante, risparmiando agli umani il duro lavora del prelevamento del frutto dalla pianta.
Durante l'arrostimento della noce è evitato il contatto diretto con il fuoco usando la sabbia per 
distribuire uniformemente il calore della fiamma. Una volta arrostita, la noce si rompe esponendo il soffice velluto di cui è ricoperto il frutto secco interno. Le noci sono mangiate direttamente intere oppure tritate come ingredienti 
per altri piatti.
L'olio prelevato dalla noce viene anche usato come idratante per la pelle durante i secchi giorni invernali.
Il suo legno essendo sia leggero che forte e resistente viene usato per la fabbricazione di galleggianti da pesca,
di giocattoli, materiale isolante e tavoli da disegno. Recentemente il legno dell'albero mongongo è anche stato 
usato per la fabbricazione di tabelloni per il tiro a segno con le freccette e per la fabbricazione di cassoni.

## Valori nutritivi
Per 100 grammi di noci (con guscio):
- 57 g grasso
  - 44% Acidi grassi polinsaturi
  - 17% saturati
  - 18% di Grassi monoinsaturi
- 24 g proteine
- 193 mg calcio
- 4 mg zinco
- 2.8 mg rame
- 565 mg vitamina E (e Tocoferolo)